# Walerij Gorożanin
Walerij Michajłowicz Gorożanin (ros. Валерий Михайлович Горожанин, ur. 1889 w Akermanie, zm. 29 sierpnia 1938) – funkcjonariusz radzieckich służb specjalnych pochodzenia żydowskiego, starszy major bezpieczeństwa państwowego.

## Życiorys
W 1907 ukończył eksternistycznie 8 klas gimnazjum, w latach 1907–1917 członek partii eserowskiej, w latach 1909–1912 studiował prawo na Uniwersytecie Noworosyjskim, wykluczony za działalność rewolucyjną i aresztowany. W latach 1913–1914 przebywał na zesłaniu w guberni wołogodzkiej. W 1914 powołany do armii rosyjskiej, w 1916 zdezerterował. W latach 1916–1917 sekretarz kooperacji robotniczej, w latach 1917–1919 członek partii borotbistów. W latach 1917–1918 brał udział w ustanawianiu władzy komunistycznej w Odessie. Od 1919 członek RKP(b)/WKP(b), od maja 1919 funkcjonariusz Czeki, śledczy do spraw szczególnie ważnych odeskiej gubernialnej Czeki, później wzięty do niewoli przez białych i skazany przez nich na śmierć przez rozstrzelanie, jednak został uwolniony przez Armię Czerwoną. W 1920 był pełnomocnikiem do walki z kontrrewolucją gubernialnej Czeki w Mikołajowie i członkiem Kolegium Mikołajowskiej Gubernialnej Czeki. Od lutego 1921 funkcjonariusz Czeki w Charkowie, od kwietnia 1921 do marca 1923 szef Wydziału Tajnego Czeki w Charkowie, od marca 1922 do 5 stycznia 1923 szef Wydziału Tajnego GPU Ukraińskiej SRR, od 5 stycznia 1923 do 7 marca 1924 szef Sekcji Tajno-Operacyjnej gubernialnego oddziału GPU w Kijowie, równocześnie od 13 czerwca 1923 do 14 stycznia 1924 pomocnik szefa kijowskiego gubernialnego oddziału GPU. Od 7 maja 1924 do 3 maja 1930 ponownie szef Wydziału Tajnego GPU Ukraińskiej SRR, od 7 maja 1930 do 14 marca 1931 zastępca szefa Wydziału tajnego OGPU ZSRR, od 14 marca do 3 grudnia 1931 szef Oddziału 1 Wydziału Tajno-Politycznego OGPU ZSRR, równocześnie od 23 sierpnia 1931 pomocnik szefa, a od 3 grudnia 1931 do 5 lipca 1933 zastępca szefa Wydziału Tajno-Politycznego OGPU ZSRR. Od 5 lipca 1933 10 lipca 1934 pomocnik szefa Wydziału Zagranicznego OGPU ZSRR, od 10 lipca 1934 do 21 maja 1935 pomocnik szefa Wydziału Zagranicznego Głównego Zarządu Bezpieczeństwa Państwowego, od 21 maja 1935 do 15 lutego 1937 zastępca szefa tego wydziału, od 29 listopada 1935 starszy major bezpieczeństwa państwowego. Od 15 lutego do 27 maja 1937 szef, a od 27 maja do 19 sierpnia 1937 zastępca szefa Biura Specjalnego NKWD ZSRR. 
19 sierpnia 1937 aresztowany, a 29 sierpnia 1938 skazany na śmierć przez Wojskowe Kolegium Sądu Najwyższego ZSRR i rozstrzelany. 27 czerwca 1957 pośmiertnie zrehabilitowany.

## Odznaczenia
- Order Czerwonego Sztandaru (28 grudnia 1927)
- Odznaka "Honorowy Funkcjonariusz Czeki/GPU (V)"
- Odznaka "Honorowy Funkcjonariusz Czeki/GPU (XV)" (20 grudnia 1932)